# Thomas Kurz
Thomas Kurz (* 3. April 1988 in Altötting) ist ein deutscher Fußballspieler.

## Karriere
Thomas Kurz begann seine Fußballerkarriere im Alter von vier Jahren in der Fußballabteilung des SV 1963 Unterneukirchen, spielte von 2003 bis 2005 in der Jugendmannschaft des FC Bayern München und wechselte zur Saison 2005/06 zur A-Jugend von Wacker Burghausen. Seinen Einstand in der ersten Mannschaft gab er am 27. Juli 2007 (1. Spieltag) beim 1:0-Sieg im Auswärtsspiel gegen die zweite Mannschaft des Karlsruher SC, als er in der 58. Minute für Thomas Neubert eingewechselt wurde. Sein erstes Tor war der Siegtreffer zum 1:0 am 27. Oktober 2007 (13. Spieltag) im Heimspiel gegen den SSV Jahn Regensburg. Am Ende der Saison 2007/08 qualifizierte sich die Mannschaft für die neu geschaffene 3. Liga. Sein Profiligadebüt, gleich mit seinem ersten Profitor, gab er am 26. Juli 2008 (1. Spieltag) beim 2:0-Sieg im Heimspiel gegen die Stuttgarter Kickers. Im ersten Jahr kam er verletzungsbedingt nur unregelmäßig zum Einsatz, im zweiten Jahr spielte er dann ab dem 14. Spieltag durchgängig, nachdem er den Saisonanfang wegen der Reha nach einem Bänderriss im Sprunggelenk verpasst hatte.
Zur Saison 2010/11 kehrte Kurz zum FC Bayern München zurück. Als Vertragsspieler der zweiten Mannschaft debütierte er am 25. Juli 2010 (1. Spieltag) bei der 0:1-Niederlage im Auswärtsspiel gegen den SV Babelsberg 03 mit der Einwechslung in der 55. Spielminute für den Debütanten Marcel Holzmann. Bereits in seinem zweiten Spiel am 31. Juli 2010 (2. Spieltag), erzielte er beim 1:1-Unentschieden im Heimspiel gegen Wacker Burghausen auch sein erstes Tor. Aufgrund von personellen Engpässen kam er neben seiner angestammten Position im Sturmzentrum auch in der Innenverteidigung zum Einsatz, in der Rückrunde erspielte er sich nach dem Abgang von Maximilian Haas auf dieser für ihn ungewohnten Position sogar einen Stammplatz.
Nach dem Abstieg der zweiten Mannschaft des FC Bayern München wechselte er im Juli 2011 zum Drittligisten SSV Jahn Regensburg. Bei den Oberpfälzern eroberte er einen Stammplatz im defensiven Mittelfeld und trug mit sechs Saisontoren zum Erreichen des dritten Tabellenplatzes und damit den Relegationsspielen bei. Er spielte daraufhin in der Heimpartie beim 1:1 gegen den Karlsruher SC, musste aber wegen seiner fünften Gelben Karte im Rückspiel zuschauen, als die Mannschaft mit einem 2:2-Unentschieden sich den Aufstieg in die 2. Bundesliga sicherte. In der Vorbereitung auf seine erste Zweitligasaison erlitt Kurz einen Knöchelbruch und fiel für Monate aus. Bei seinem Comeback-Versuch im November 2012 traten wieder Schmerzen auf und er musste erneut am lädierten Knöchel operiert werden. Er kam auf nur zwei Saisoneinsätze für den SSV Jahn Regensburg, der den direkten Wiederabstieg in die 3. Liga hinnehmen musste. Auch die neue Spielzeit begann für Thomas Kurz glücklos: Nach dem Start in die Drittligasaison erlitt er in einem Spiel im BVF-Landespokal-Wettbewerb einen Kreuzbandriss. Seine Rückkehr nach über sieben Monaten Pause gab er am 29. März 2014 (32. Spieltag) gegen RB Leipzig. Nach drei Spielzeiten verließ der den Verein und schloss sich zur Saison 2016/17 dem FC Ingolstadt II in der viertklassigen Regionalliga Bayern an. Nach drei Jahren in Ingolstadt wechselte Kurz zum Bezirksligisten SV Manching, wo er in der Saison 21/22 auch Co-Spielertrainer war.
Zur Saison 22/23 wechselte er zu Wacker Burghausen in die Regionalliga Bayern als Co-Trainer von Hannes Sigurðsson.

## Erfolge
- Aufstieg in die A-Jugend-Bundesliga 2006 (mit Wacker Burghausen)
- Torschützenkönig A-Jugend-Bundesliga 2007 mit 13 Toren
- Aufstieg in die 2. Bundesliga 2012 (mit dem SSV Jahn Regensburg)
- Aufstieg in die 3. Liga 2016 (mit dem SSV Jahn Regensburg)